# Karl Wezler
Karl Wezler (* 27. Mai 1900 in Weißenhorn; † 17. Juli 1987 in Frankfurt am Main) war ein deutscher Physiologe und Hochschullehrer.

## Leben
Wezler absolvierte nach dem Abschluss seiner Schullaufbahn ein Medizinstudium an den Universitäten Würzburg und München. Mit der 1926 erschienenen Dissertation Über Lamblia intestinalis und ihre Bedeutung für die menschliche Pathologie promovierte Wezler in München zum Dr. med. Danach war er als wissenschaftlicher Mitarbeiter am Physiologischen Institut der Universität München unter Otto Frank tätig und habilitierte sich dort 1932.
Ab 1938 war Wezler als Nachfolger von Albrecht Bethe Professor für Physiologie an der Universität Frankfurt am Main und leitete dort in der Weigertstr. 3 das Institut für animalische Physiologie, das mit zwei im selben Gebäude untergebrachten Instituten zusammenarbeitete, dem Kaiser-Wilhelm-Institut für Biophysik (unter Boris Rajewsky) und dem Institut für vegetative Physiologie und Pharmakologie (unter Kurt Felix). Wezler entwickelte eine Klimakammer und betrieb während des Zweiten Weltkrieges mit Rudolf Thauer d. Ä. Forschung für Luftwaffe und Marine „am Menschen selbst und an Hunden ohne Narkose“ sowie zur „Einwirkung extremer Temperaturen auf den menschlichen Organismus“. Wezler war 1942 zeitweise am Projekt der DFG Grundlagen und Bedingungen der Wärmeregulation beteiligt, das von Thauer, der 1943 als Direktor an das physiologische Institut Danzig, wo er 1944 Professor wurde, gewechselt hatte, durchgeführt wurde. Wezler nahm wie der Dozent Thauer an der Tagung über Ärztliche Fragen bei Seenot und Winternot am 26. und 27. Oktober 1942 teil, wo auch über die „Unterkühlungsversuche“ im KZ Dachau referiert wurde.
Nach Kriegsende wurde Wezler 1946 kurzzeitig durch die amerikanische Militärregierung aus dem Professorenamt entlassen und kehrte danach wieder in seine Funktionen als Professor und Institutsleiter an die Universität Frankfurt zurück. 1949 wurde Wezler dort Dekan. Wezlers Forschungsschwerpunkte waren die Regulation des Herzens, des Blutdrucks, des vegetativen Nervensystems und der Temperatur sowie die „Elastizität der Blutgefäße“ und die „Strömungsgesetze des Kreislaufs“. Wezler wurde 1969 emeritiert.

## Mitgliedschaften und Ehrungen
In der Kartei der Reichsärztekammer war Wezler als Mitglied der NSDAP und des NS-Ärztebundes verzeichnet.
Wezler gehörte der Mainzer Akademie der Wissenschaften und der Literatur an, war Mitglied der Deutschen Akademie der Naturforscher Leopoldina und Ehrenmitglied der Deutschen Gesellschaft für Angiologie - Gesellschaft für Gefäßmedizin e.V.